# Mangora chanchamayo
Mangora chanchamayo là một loài nhện trong họ Araneidae.
Loài này thuộc chi Mangora. Mangora chanchamayo được Herbert Walter Levi miêu tả năm 2007.